# Втора Яшко-Кишиневска операция
Втората яшко-кишиневска операция (20 август – 29 август 1944 г.) е настъпателна операция на Съветската армия (2 и 3 украински фронт, Черноморския флот и Дунавската военна флотилия), срещу силите на Оста, групирани в Южна Украйна (47 дивизии), която отбранява районите на Яш и Кишинев през Втората световна война.
На 20 август съветските войски пробиват противниковата отбрана и за 5 денонощия обкръжават и разгромяват 22 дивизии (около 256 000 души са убити и пленени). 
Пробивът, осъществен с Втората яшко-кишиневска операция, открива на съветските войски пътя за най-бързото и безболезнено териториално напредване в хода на цялата Втора световна война. Още след първите съветски успехи, на 23 август, в Румъния е извършен държавен преврат и страната преминава на страната на Съветския съюз. Това прави операцията една от най-безкръвните за Съветския съюз при Войната му с Германия и една от най-успешните - група армии "Южна Украйна" е на практика унищожена и в Трансилвания от стотиците хиляди немски войници, които е имала в навечерието на операцията, успяват да се изтеглят само около 10 хиляди - предимно от тилови части с ниска боеспособност. На 22 август съветският заместник-главнокомандващ Георгий Жуков получава заповед за подготовка за война с България, която е обявена на 5 септември, а след военен преврат на 9 септември и България преминава на страната на Съветския съюз. Това позволява бързо напредване на съветските войски и подготовка за последвалите настъпления в Югославия и Унгария.